# Ukrainische Freie-Pyramide-Meisterschaft 2008
Die ukrainische Freie-Pyramide-Meisterschaft 2008 war ein Billardturnier, das vom 29. Oktober bis 2. November 2008 im ZBS Dynamyk in Chmelnyzkyj stattfand. Ermittelt wurden die nationalen Meister der Ukraine in der Freien Pyramide, einer Disziplin des Russischen Billards.
Ukrainischer Meister wurde Jewhen Palamar, der im Finale den ehemaligen Weltmeister Jaroslaw Wynokur mit 7:3 besiegte. Den dritten Platz belegten Oleksandr Sawyzkyj und Maksym Kolischuk.
Bei den Damen setzte sich Sarjana Prytuljuk im Endspiel gegen Wiktorija Iwanowa mit 5:4 durch. Anna Iljina und Anna Majstrenko belegten den dritten Rang.

## Herrenturnier

### Modus
Die 59 Teilnehmer traten zunächst im Doppel-K.-o.-System gegeneinander an. Ab dem Achtelfinale wurde im K.-o.-System gespielt.

### Vorrunde

#### Hauptrunde
|                       | Ergebnis |                        |
| --------------------- | -------- | ---------------------- |
| Ihor Rjabykin         | 4:0      | Witalij Hryzaj         |
| Ihor Dubenko          | 4:2      | Ajrat Maskulow         |
| Oleksandr Tschernysch | 4:3      | Wolodymyr Sutschkow    |
| Maksym Homin          | 3:4      | Anatolij Maliwantschuk |
| Jewhen Uwarow         | 4:0      | Wladyslaw Schalimow    |
| Andrij Rudakow        | 2:4      | Wadym Korjahin         |
| Artem Budanzew        | 4:1      | Andrij Koblja          |
| Artur Burba           | 4:0      | Dmytro Olijnyk         |
| Jurij Milstejn        | 1:4      | Jurij Sajtschenko      |
| Oleksandr Sawyzkyj    | 4:3      | Wassyl Pohynajko       |
| Oleksandr Drosda      | 4:3      | Dmytro Kuprin          |
| Jehor Schukowskyj     | 4:0      | Ihor Lihozkyj          |
| Serhij Proschtschenko | 3:4      | Jewhen Nowossad        |
| Artur Bulanow         | 3:4      | Anatolij Anissimow     |

|                      | Ergebnis |                    |
| -------------------- | -------- | ------------------ |
| Andrij Ljubowezkyj   | 4:1      | Myron Schtohryn    |
| Serhij Tschumak      | 0:4      | Janis Schukowskyj  |
| Dmytro Schahlij      | 1:4      | Andrij Sambirskyj  |
| Mykola Lewyzkyj      | 2:4      | Anton Solohub      |
| Oleh Orljanskyj      | 4:1      | Ihor Nakonetschnyj |
| Andrij Jazkewytsch   | 0:4      | Jurij Butinskij    |
| Maksym Issajew       | 4:2      | Jurij Kulisch      |
| Dmytro Burlatschenko | 4:1      | Oleksandr Haschko  |
| Dmytro Ossypenko     | 4:3      | Wadym Stassyschyn  |
| Serhij Zilyk         | 2:4      | Witalij Dolschenko |
| Dmytro Bilezkyj      | 1:4      | Maksym Suchomlyn   |
| Jurij Dmyterko       | 0:4      | Artur Poljakow     |
| Witalij Humentschuk  | 4:3      | Mykola Zjaska      |

#### 1. Gewinnerrunde
|                        | Ergebnis |                       |
| ---------------------- | -------- | --------------------- |
| Jewhen Palamar         | 4:0      | Ihor Rjabykin         |
| Ihor Dubenko           | 4:2      | Oleksandr Tschernysch |
| Anatolij Maliwantschuk | 4:0      | Jewhen Uwarow         |
| Wadym Korjahin         | 3:4      | Artem Budanzew        |
| Wolodymyr Baranow      | 4:3      | Artur Burba           |
| Jurij Sajtschenko      | 0:4      | Oleksandr Sawyzkyj    |
| Oleksandr Drosda       | 2:4      | Jehor Schukowskyj     |
| Jewhen Nowossad        | 2:4      | Anton Parinzew        |

|                     | Ergebnis |                      |
| ------------------- | -------- | -------------------- |
| Maksym Kolischuk    | 4:2      | Anatolij Anissimow   |
| Andrij Ljubowezkyj  | 0:4      | Janis Schukowskyj    |
| Andrij Sambirskyj   | 3:4      | Anton Solohub        |
| Oleh Orljanskyj     | 4:2      | Jurij Butinskij      |
| Maksym Issajew      | 1:4      | Dmytro Burlatschenko |
| Dmytro Ossypenko    | 4:0      | Witalij Dolschenko   |
| Maksym Suchomlyn    | 4:1      | Artur Poljakow       |
| Witalij Humentschuk | 1:4      | Jaroslaw Wynokur     |

#### 2. Gewinnerrunde
|                        | Ergebnis |                    |
| ---------------------- | -------- | ------------------ |
| Jewhen Palamar         | 4:0      | Ihor Dubenko       |
| Anatolij Maliwantschuk | 2:4      | Artem Budanzew     |
| Wolodymyr Baranow      | 3:4      | Oleksandr Sawyzkyj |
| Jehor Schukowskyj      | 4:1      | Anton Parinzew     |

|                      | Ergebnis |                   |
| -------------------- | -------- | ----------------- |
| Maksym Kolischuk     | 4:1      | Janis Schukowskyj |
| Anton Solohub        | 4:0      | Oleh Orljanskyj   |
| Dmytro Burlatschenko | 4:2      | Dmytro Ossypenko  |
| Maksym Suchomlyn     | 3:4      | Jaroslaw Wynokur  |

#### 1. Verliererrunde
|                 | Ergebnis |                     |
| --------------- | -------- | ------------------- |
| Ajrat Maskulow  | 2:4      | Wolodymyr Sutschkow |
| Maksym Homin    | 4:1      | Wladyslaw Schalimow |
| Andrij Rudakow  | 0:4      | Andrij Koblja       |
| Jurij Milstejn  | 4:0      | Wassyl Pohynajko    |
| Dmytro Kuprin   | 4:0      | Ihor Lihozkyj       |
| Myron Schtohryn | 0:4      | Serhij Tschumak     |

|                    | Ergebnis |                    |
| ------------------ | -------- | ------------------ |
| Dmytro Schahlij    | 4:1      | Mykola Lewyzkyj    |
| Ihor Nakonetschnyj | 3:4      | Andrij Jazkewytsch |
| Jurij Kulisch      | 4:0      | Oleksandr Haschko  |
| Wadym Stassyschyn  | 3:4      | Serhij Zilyk       |
| Dmytro Bilezkyj    | 2:4      | Jurij Dmyterko     |

#### 2. Verliererrunde
|                       | Ergebnis |                     |
| --------------------- | -------- | ------------------- |
| Witalij Hryzaj        | 3:4      | Witalij Humentschuk |
| Wolodymyr Sutschkow   | 4:3      | Artur Poljakow      |
| Maksym Homin          | 4:2      | Witalij Dolschenko  |
| Andrij Koblja         | 0:4      | Maksym Issajew      |
| Dmytro Olijnyk        | 0:4      | Jurij Butinskij     |
| Jurij Milstejn        | 4:2      | Andrij Sambirskyj   |
| Dmytro Kuprin         | 4:2      | Andrij Ljubowezkyj  |
| Serhij Proschtschenko | 2:4      | Anatolij Anissimow  |

|                    | Ergebnis |                       |
| ------------------ | -------- | --------------------- |
| Artur Bulanow      | 0:4      | Jewhen Nowossad       |
| Serhij Tschumak    | 3:4      | Oleksandr Drosda      |
| Dmytro Schahlij    | 3:4      | Jurij Sajtschenko     |
| Andrij Jazkewytsch | 2:4      | Artur Burba           |
| Jurij Kulisch      | 0:4      | Wadym Korjahin        |
| Serhij Zilyk       | 4:0      | Jewhen Uwarow         |
| Jurij Dmyterko     | 4:1      | Oleksandr Tschernysch |
| Mykola Zjaska      | 4:3      | Ihor Rjabykin         |

#### 3. Verliererrunde
|                     | Ergebnis |                     |
| ------------------- | -------- | ------------------- |
| Witalij Humentschuk | 4:2      | Wolodymyr Sutschkow |
| Maksym Homin        | 1:4      | Maksym Issajew      |
| Jurij Butinskij     | 4:0      | Jurij Milstejn      |
| Dmytro Kuprin       | 1:4      | Anatolij Anissimow  |

|                   | Ergebnis |                  |
| ----------------- | -------- | ---------------- |
| Jewhen Nowossad   | 3:4      | Oleksandr Drosda |
| Jurij Sajtschenko | 4:2      | Artur Burba      |
| Wadym Korjahin    | 4:2      | Serhij Zilyk     |
| Jurij Dmyterko    | 2:4      | Mykola Zjaska    |

#### 4. Verliererrunde
|                     | Ergebnis |                        |
| ------------------- | -------- | ---------------------- |
| Witalij Humentschuk | 0:4      | Anton Parinzew         |
| Maksym Issajew      | 4:1      | Wolodymyr Baranow      |
| Jurij Butinskij     | 4:2      | Anatolij Maliwantschuk |
| Anatolij Anissimow  | 4:3      | Ihor Dubenko           |

|                   | Ergebnis |                   |
| ----------------- | -------- | ----------------- |
| Oleksandr Drosda  | 1:4      | Maksym Suchomlyn  |
| Jurij Sajtschenko | 0:4      | Dmytro Ossypenko  |
| Wadym Korjahin    | 4:3      | Oleh Orljanskyj   |
| Mykola Zjaska     | 1:4      | Janis Schukowskyj |

### Finalrunde
|  | Achtelfinale         | Achtelfinale |                      |                    | Viertelfinale    | Viertelfinale |  |  | Halbfinale | Halbfinale |  |  | Finale | Finale |
|  |                      |              |                      |                    |                  |               |  |  |            |            |  |  |        |        |
|  |                      |              |                      |                    |                  |               |  |  |            |            |  |  |        |        |
|  | Jewhen Palamar       | 5            |                      |                    |                  |               |  |  |            |            |  |  |        |        |
|  | Anatolij Anissimow   | 4            |                      |                    |                  |               |  |  |            |            |  |  |        |        |
|  | Anatolij Anissimow   | 4            | Jewhen Palamar       | 5                  |                  |               |  |  |            |            |  |  |        |        |
|  |                      |              | Jewhen Palamar       | 5                  |                  |               |  |  |            |            |  |  |        |        |
|  |                      |              |                      |                    | Artem Budanzew   | 2             |  |  |            |            |  |  |        |        |
|  | Artem Budanzew       | 5            |                      |                    | Artem Budanzew   | 2             |  |  |            |            |  |  |        |        |
|  | Artem Budanzew       | 5            |                      |                    |                  |               |  |  |            |            |  |  |        |        |
|  | Jurij Butinskij      | 2            |                      |                    |                  |               |  |  |            |            |  |  |        |        |
|  | Jurij Butinskij      | 2            | Jewhen Palamar       | 5                  |                  |               |  |  |            |            |  |  |        |        |
|  |                      |              | Jewhen Palamar       | 5                  |                  |               |  |  |            |            |  |  |        |        |
|  |                      |              |                      | Oleksandr Sawyzkyj | 3                |               |  |  |            |            |  |  |        |        |
|  | Oleksandr Sawyzkyj   | 5            |                      | Oleksandr Sawyzkyj | 3                |               |  |  |            |            |  |  |        |        |
|  | Oleksandr Sawyzkyj   | 5            |                      |                    |                  |               |  |  |            |            |  |  |        |        |
|  | Dmytro Ossypenko     | 4            |                      |                    |                  |               |  |  |            |            |  |  |        |        |
|  | Dmytro Ossypenko     | 4            | Oleksandr Sawyzkyj   | 5                  |                  |               |  |  |            |            |  |  |        |        |
|  |                      |              | Oleksandr Sawyzkyj   | 5                  |                  |               |  |  |            |            |  |  |        |        |
|  |                      |              |                      |                    | Wadym Korjahin   | 4             |  |  |            |            |  |  |        |        |
|  | Jehor Schukowskyj    | 4            |                      |                    | Wadym Korjahin   | 4             |  |  |            |            |  |  |        |        |
|  | Jehor Schukowskyj    | 4            |                      |                    |                  |               |  |  |            |            |  |  |        |        |
|  | Wadym Korjahin       | 5            |                      |                    |                  |               |  |  |            |            |  |  |        |        |
|  | Wadym Korjahin       | 5            | Jewhen Palamar       | 7                  |                  |               |  |  |            |            |  |  |        |        |
|  |                      |              | Jewhen Palamar       | 7                  |                  |               |  |  |            |            |  |  |        |        |
|  |                      |              |                      | Jaroslaw Wynokur   | 3                |               |  |  |            |            |  |  |        |        |
|  | Maksym Kolischuk     | 5            |                      | Jaroslaw Wynokur   | 3                |               |  |  |            |            |  |  |        |        |
|  | Maksym Kolischuk     | 5            |                      |                    |                  |               |  |  |            |            |  |  |        |        |
|  | Janis Schukowskyj    | 2            |                      |                    |                  |               |  |  |            |            |  |  |        |        |
|  | Janis Schukowskyj    | 2            | Maksym Kolischuk     | 5                  |                  |               |  |  |            |            |  |  |        |        |
|  |                      |              | Maksym Kolischuk     | 5                  |                  |               |  |  |            |            |  |  |        |        |
|  |                      |              |                      |                    | Maksym Suchomlyn | 2             |  |  |            |            |  |  |        |        |
|  | Anton Solohub        | 3            |                      |                    | Maksym Suchomlyn | 2             |  |  |            |            |  |  |        |        |
|  | Anton Solohub        | 3            |                      |                    |                  |               |  |  |            |            |  |  |        |        |
|  | Maksym Suchomlyn     | 5            |                      |                    |                  |               |  |  |            |            |  |  |        |        |
|  | Maksym Suchomlyn     | 5            | Maksym Kolischuk     | 3                  |                  |               |  |  |            |            |  |  |        |        |
|  |                      |              | Maksym Kolischuk     | 3                  |                  |               |  |  |            |            |  |  |        |        |
|  |                      |              |                      | Jaroslaw Wynokur   | 5                |               |  |  |            |            |  |  |        |        |
|  | Dmytro Burlatschenko | 5            |                      | Jaroslaw Wynokur   | 5                |               |  |  |            |            |  |  |        |        |
|  | Dmytro Burlatschenko | 5            |                      |                    |                  |               |  |  |            |            |  |  |        |        |
|  | Maksym Issajew       | 2            |                      |                    |                  |               |  |  |            |            |  |  |        |        |
|  | Maksym Issajew       | 2            | Dmytro Burlatschenko | 3                  |                  |               |  |  |            |            |  |  |        |        |
|  |                      |              | Dmytro Burlatschenko | 3                  |                  |               |  |  |            |            |  |  |        |        |
|  |                      |              |                      |                    | Jaroslaw Wynokur | 5             |  |  |            |            |  |  |        |        |
|  | Jaroslaw Wynokur     | 5            |                      |                    | Jaroslaw Wynokur | 5             |  |  |            |            |  |  |        |        |
|  | Jaroslaw Wynokur     | 5            |                      |                    |                  |               |  |  |            |            |  |  |        |        |
|  | Anton Parinzew       | 3            |                      |                    |                  |               |  |  |            |            |  |  |        |        |

### Finale
| Finale: 7 Gewinnspiele ZBS Dynamyk, Chmelnyzkyj, Ukraine, 2. November 2008 |   |   |   |   |   |   |   |   |   |    |    |    |    |          |
| Name                                                                       | 1 | 2 | 3 | 4 | 5 | 6 | 7 | 8 | 9 | 10 | 11 | 12 | 13 | Ergebnis |
| Jewhen Palamar                                                             | 3 | 5 | 5 | 8 | 8 | 8 | 8 | 8 | 8 | 8  | –  | –  | –  | 7        |
| Jaroslaw Wynokur                                                           | 8 | 8 | 8 | 4 | 0 | 5 | 1 | 3 | 6 | 0  | –  | –  | –  | 3        |

## Damenturnier

### Modus
Die 19 Teilnehmerinnen traten zunächst im Doppel-K.-o.-System gegeneinander an. Ab dem Viertelfinale wurde im K.-o.-System gespielt.

### Vorrunde

#### Hauptrunde
|                 | Ergebnis |                        |
| --------------- | -------- | ---------------------- |
| Oksana Pankowa  | 3:1      | Switlana Tschelyschewa |
| Polina Milstejn | 0:3      | Tetjana Radul          |

|                  | Ergebnis |                      |
| ---------------- | -------- | -------------------- |
| Wiktorija Sereda | 3:0      | Kostjantyn Swarytsch |

#### 1. Gewinnerrunde
|                   | Ergebnis |                         |
| ----------------- | -------- | ----------------------- |
| Anna Majstrenko   | 3:1      | Oksana Pankowa          |
| Julija Nesterowa  | 3:0      | Natalija Radyschewskaja |
| Myroslawa Palamar | 2:3      | Ward Arsumanjan         |
| Julija Sokolan    | 0:3      | Wiktorija Iwanowa       |

|                   | Ergebnis |                   |
| ----------------- | -------- | ----------------- |
| Sarjana Prytuljuk | 3:0      | Tetjana Radul     |
| Anna Iljina       | 3:1      | Marija Pudowkina  |
| Olena Sutschkowa  | 0:3      | Olena Minsurenko  |
| Wiktorija Sereda  | 2:3      | Tetjana Martynjuk |

#### 2. Gewinnerrunde
|                 | Ergebnis |                   |
| --------------- | -------- | ----------------- |
| Anna Majstrenko | 3:0      | Julija Nesterowa  |
| Ward Arsumanjan | 1:3      | Wiktorija Iwanowa |

|                   | Ergebnis |                   |
| ----------------- | -------- | ----------------- |
| Sarjana Prytuljuk | 3:0      | Anna Iljina       |
| Olena Minsurenko  | 2:3      | Tetjana Martynjuk |

#### 1. Verliererrunde
|                        | Ergebnis |                  |
| ---------------------- | -------- | ---------------- |
| Switlana Tschelyschewa | 0:3      | Wiktorija Sereda |
| Polina Milstejn        | 0:3      | Julija Sokolan   |

|                      | Ergebnis |                |
| -------------------- | -------- | -------------- |
| Kostjantyn Swarytsch | 0:3      | Oksana Pankowa |

#### 2. Verliererrunde
|                  | Ergebnis |                  |
| ---------------- | -------- | ---------------- |
| Wiktorija Sereda | 3:0      | Olena Sutschkowa |
| Marija Pudowkina | 1:3      | Tetjana Radul    |

|                         | Ergebnis |                   |
| ----------------------- | -------- | ----------------- |
| Julija Sokolan          | 2:3      | Myroslawa Palamar |
| Natalija Radyschewskaja | 1:3      | Oksana Pankowa    |

#### 3. Verliererrunde
|                  | Ergebnis |                  |
| ---------------- | -------- | ---------------- |
| Wiktorija Sereda | 3:2      | Ward Arsumanjan  |
| Tetjana Radul    | 3:0      | Julija Nesterowa |

|                   | Ergebnis |                  |
| ----------------- | -------- | ---------------- |
| Myroslawa Palamar | 0:3      | Olena Minsurenko |
| Oksana Pankowa    | 1:3      | Anna Iljina      |

### Finalrunde
|  | Viertelfinale     | Viertelfinale     |                   |   | Halbfinale | Halbfinale |  |  | Finale | Finale |
|  |                   |                   |                   |   |            |            |  |  |        |        |
|  | Anna Majstrenko   | 4                 |                   |   |            |            |  |  |        |        |
|  | Wiktorija Sereda  | 2                 |                   |   |            |            |  |  |        |        |
|  | Wiktorija Sereda  | 2                 | Anna Majstrenko   | 3 |            |            |  |  |        |        |
|  |                   |                   | Anna Majstrenko   | 3 |            |            |  |  |        |        |
|  |                   | Wiktorija Iwanowa | 4                 |   |            |            |  |  |        |        |
|  | Wiktorija Iwanowa | Wiktorija Iwanowa | 4                 | 4 |            |            |  |  |        |        |
|  | Wiktorija Iwanowa |                   |                   | 4 |            |            |  |  |        |        |
|  | Olena Minsurenko  | 3                 |                   |   |            |            |  |  |        |        |
|  |                   |                   | Wiktorija Iwanowa | 4 |            |            |  |  |        |        |
|  |                   | Sarjana Prytuljuk | 5                 |   |            |            |  |  |        |        |
|  | Sarjana Prytuljuk | 4                 |                   |   |            |            |  |  |        |        |
|  | Tetjana Radul     | 2                 |                   |   |            |            |  |  |        |        |
|  | Tetjana Radul     | 2                 | Sarjana Prytuljuk | 4 |            |            |  |  |        |        |
|  |                   |                   | Sarjana Prytuljuk | 4 |            |            |  |  |        |        |
|  |                   | Anna Iljina       | 0                 |   |            |            |  |  |        |        |
|  | Tetjana Martynjuk | Anna Iljina       | 0                 | 0 |            |            |  |  |        |        |
|  | Tetjana Martynjuk |                   |                   | 0 |            |            |  |  |        |        |
|  | Anna Iljina       | 4                 |                   |   |            |            |  |  |        |        |